# Irina Oudalova
Irina Grigorievna Oudalova (Ирина Григорьевна Удалова), née le 18 décembre 1949 à Nikolaïevsk-sur-l'Amour en RSFSR et morte le 12 octobre 2016 à Moscou,, est une cantatrice russe et soviétique de tessiture soprano lyrico-dramatique. 

## Biographie
Irina Oudalova est diplômée de l'institut des arts de Kichinev puis en 1978 dans la section de solistes de chant du conservatoire de la RSS de Moldavie. Elle fait ses débuts sur la scène du théâtre d'État d'opéra et de ballet d'Achgabat et en 1985 elle est admise comme soliste au Théâtre Bolchoï de Moscou où elle interprète de grands rôles.
Elle est enterrée au cimetière Perepitchinskoïé, près de Moscou.

## Distinctions
- Artiste émérite de la fédération de Russie (1995).

## Rôles
- Sabourova (La Fiancée du tsar de Rimski-Korsakov)
- Lise (La Dame de pique de Tchaïkovski)
- Emma, Suzanna (La Khovantchina de Moussorgski)[4]
- Maria (Les Aurores sont calmes ici de К. Moltchanov)
- Tatiana, Mme Larina, la nourrice (Eugène Onéguine, de Tchaïkovski)[4]
- Voïslava (Mlada de Rimski-Korsakov)
- Jeanne (La Pucelle d'Orléans de Tchaïkovski)
- Fevronia (La Légende de la ville invisible de Kitège et de la jeune fille Fevronia de Rimski-Korsakov)
- Amelia (Un bal masqué de Verdi)
- Marguerite (Faust de Gounod)
- Leonora (Le Trouvère de Verdi)
- Fata Morgana (L'Amour des trois oranges, de Prokofiev)
- Eugenia (La Belle meunière de Paisiello)
- Natacha (La Roussalka de Dargomyjski)
- Baboulenka (Le Joueur de Prokofiev, première version)
- Turandot (Turandot de Puccini)
- Bobylikha (La Demoiselle des neiges de Rimski-Korsakov)
- La voix du coq d'or (Le Coq d'or de Rimski-Korsakov)
- L'hôtelière (L'Ange de feu de Prokofiev) — création au Théâtre Bolchoï
- Axinia (Lady Macbeth du district de Mtsensk de Chostakovitch)
- La nourrice (Les Enfants de Rosenthal de Dessiatnikov) — création
- La tante de Cio-Cio-san (Madame Butterfly de Puccini)
- Peronskaïa (Guerre et Paix de Prokofiev)
- La première commère (Boris Godounov de Moussorgski)
- Marianne (Le Chevalier à la rose de Strauss)
- Annina (La traviata de Verdi)
- La grand-mère (L'Histoire de Kaï et Gerda de Banevitch)
- L'aubergiste (Boris Godounov de Moussorgski)
- La condamnée au bagne (Katerina Izmaïlova de Chostakovitch)[4]

## Discographie
- Judith d'Alexandre Serov, dir. : Andreï Tchistiakov, Irina Oudalova dans le rôle-titre, Harmonia mundi, 1991.
- La Fiancée du tsar de Nikolaï Rimski-Korsakov, dir. : Andreï Tchistiakov, Irina Oudalova dans le rôle de Sabourova, Russian Season, 1993.
- Eugène Onéguine de Piotr Ilitch Tchaïkovski, dir. : Mark Ermler, Irina Oudalova dans le rôle de Mme Larina, TDK, 2005 (enregistrement vidéo).

## Source de la traduction
- (ru) Cet article est partiellement ou en totalité issu de l’article de Wikipédia en russe intitulé « Удалова, Ирина Григорьевна » (voir la liste des auteurs).